# Frank Van Mechelen
Frank Van Mechelen is een Belgische filmregisseur.
Van Mechelen begon als regisseur van televisiereeksen, zoals Wittekerke, Ons Geluk, Heterdaad, De Mol, Engeltjes, Stille Waters, de Familie Backeljau en enkele episodes van Aspe.
In 2011 regisseerde hij de reeks Salamander geschreven door Ward Hulselmans, die werd uitgezonden op één in 2013. In het voorjaar van 2013 regisseerde hij de serie Albert II, over het koningshuis.
In 2005 debuteerde hij met zijn eerste langspeelfilm De Indringer, met Koen De Bouw.
In 2006 volgde De Hel van Tanger met Filip Peeters, in 2011 Groenten uit Balen, en in 2014 de film van Witse.

## Films
- W. (2014)
- Groenten uit Balen (2011)
- De Hel van Tanger (2006)
- De Indringer (2005)
- Maman II (televisiefilm) (1990)
- Maman (televisiefilm) (1990)

- Het Spook van Monniksveer (1990)

## Series
- Assisen (televisieserie): De Insulinemoord, 8 aflevering (2024)
- Assisen (televisieserie): De Balletmoord, 8 afleveringen (2023)
- Sophie Cross (televisieserie): 3 afleveringen (2021)
- De Kraak (televisieserie): 4 afleveringen (2021)
- Salamander (televisieserie): 10 afleveringen (2018)
- Albert II (fictiereeks): 5 afleveringen (2013)
- Salamander (televisieserie) Seizoen 1: 13 afleveringen (2012-2013)
- Aspe (televisieserie) (2011) Aspe (seizoen 7): afleveringen: 1, 2 & 3
- Aspe (televisieserie) (2009) Aspe (seizoen 5): afleveringen: 1, 2, 3, 7 & 10
- Aspe (televisieserie) (2008) Aspe (seizoen 4): afleveringen: 4, 6, 7 & 8
- Aspe (televisieserie) (2007) Aspe (seizoen 3): afleveringen: 3, 4, 6 & 7
- Aspe (televisieserie) (2006) Aspe (seizoen 2): afleveringen: 1, 3 & 5
- Aspe (televisieserie) (2004) Aspe (seizoen 1): afleveringen 1, 2, 7 & 8
- Stille Waters (2001-2002) - 13 afleveringen
- 2 Straten verder (1999)
- Engeltjes (televisieserie) (1999)
- De Raf en Ronny Show II & III (1999/2001)
- Heterdaad (televisieserie) (1998) - 1 aflevering: S3A4
- Wittekerke (1997) - 1 aflevering: S5A20
- Ons geluk (1995-1996) - 26 afleveringen
- Meester! (1993) - 13 afleveringen
- De Wet van Wijns (1992) - 4 afleveringen